# Víctor Cucurull
Víctor Cucurull Miralles es un pseudohistoriador, gestor cultural y activista político español, conocido como uno de los miembros más destacados del Institut Nova Història (INH).

## Biografía
Natural de Rubí (provincia de Barcelona), se licenció en geografía e historia en la Universidad Autónoma de Barcelona (UAB). En 1980, fue candidato al parlamento de Cataluña por la circunscripción de Barcelona, ocupando el n.º 17 en la lista del partido Unión de Centro Democrático (UCD), bajo el nombre de «Centristas por Cataluña». Posteriormente fue girando hacia una ideología cada vez más catalanista. 
Miembro del secretariado de la Asamblea Nacional de Cataluña (ANC), En 2013 fue expedientado junto a Jordi Manyà, Joan Contijoch, Pere Pugès, Teresa Canas y Ramon Reig tras la desaparición de 75 000 € en el primer acto de la ANC en 2012, en el Palau Sant Jordi. Fue el ideólogo detrás de la organización de la manifestación del 11 de septiembre de 2014, en la que se formaría una V en Barcelona reclamando el «derecho a decidir» del pueblo de Cataluña.
Cucurull, que era uno de los miembros salientes del secretariado de la ANC que no se presentarían para la reelección en 2016, fue entonces uno de los firmantes de una denuncia contra la falta de transparencia de la asociación en el proceso de elección del nuevo secretario general, con casos como los de las candidaturas de Quim Torra y Jordi Calvís, que fueron rechazadas por incompatibilidades políticas y posteriormente readmitidas.
En enero de 2020 fue uno de los primeros firmantes del manifiesto en apoyo a Quim Torra titulado manifest en suport al MHP Quim Torra i a les institucions de Catalunya, cuya redacción proclamaba que «el presidente no se toca».

## Teorías pseudohistóricas
Considerado como un pseudohistoriador, se autodefine como «experto en gestión de recursos culturales» y como «un apasionado por la historia». Es uno de los miembros más destacados del Institut Nova Història (INH), una organización sin respaldo por parte de ningún historiador de prestigio, pero que ha concitado el apoyo de políticos y organizaciones nacionalistas catalanas como Carme Forcadell, Oriol Junqueras, Jordi Pujol y Esquerra Republicana de Catalunya (ERC). Cobró notoriedad por sus apariciones en actos de la ANC y por su participación como ponente en varias conferencias bajo el patrocinio del INH, en las que divulga sus teorías y su visión catalanista de la historia, así como de la pretendida catalanidad de personajes históricos como San Ignacio de Loyola, Cristóbal Colón, Américo Vespucio, Miguel de Cervantes y Santa Teresa de Jesús, entre otros.
En una de sus conferencias más célebres (por número de visualizaciones en Youtube), defendió que la nación catalana «fue la primera de las naciones del mundo», fechando sus raíces en el siglo vii antes de Cristo. Según Cucurull fue «Cataluña» quien descubrió América; y tanto Cristóbal Colón como Américo Vespuccio serían catalanes según sus palabras. En la historia convencional habría más apropiaciones de la historia catalana: Teresa de Jesús no sería de Ávila, sino catalana «de arriba a abajo» para Cucurull. También ha defendido que el emperador Carlos V no se retiró al monasterio de Yuste en las postrimerías de su vida, sino al monasterio catalán de San Jerónimo de la Murtra, justificándose de la siguiente manera: «era el amo del mundo. ¿Y cómo se le puede ocurrir ir al culo del mundo a morirse de aburrimiento?». Además, ha abogado por la pseudoteoría de la identificación de la civilización de Tartessos con la localidad tarraconense de Tortosa (en vez de con un lugar en el sur de la península ibérica). También ha defendido la catalanidad de Hernán Cortés, conquistador de México, razonando como sigue: «¿Podía ser el hijo de un don nadie de Extremadura como nos han contado? No lo parece. Ese nivel técnico, diplomático, marítimo… era de una familia con recursos y de un nivel que sólo existía en la nación catalana”.» [sic]